# Meteorium rufifolium
Meteorium rufifolium là một loài Rêu trong họ Meteoriaceae. Loài này được Thwaites & Mitt. mô tả khoa học đầu tiên năm 1873.